# Meniška vas
Meniška vas  (deutsch Mönichsdorf, auch Mönchsdorf) ist eine Siedlung in der slowenischen Gemeinde Dolenjske Toplice im Südosten des Landes. Die Gegend ist Teil der historischen Region Unterkrain und gehört heute zur Region Jugovzhodna Slovenija (Südost-Slowenien). Das Dorf liegt am rechten Ufer der Krka (dt. Krainer Gurk) zwischen den Einmündungen der Bäche Radeščica (Krka) im Westen und Sušica im Osten. Das Dorfgebiet umfasst auch den nordwestlichen Bereich des Cvinger-Hügels.

## Sehenswürdigkeiten und Aktivitäten

### Antoniuskirche
Die lokale Kirche, gewidmet Antonius dem Einsiedler, ist eine Filialkirche der römisch-katholischen Pfarrgemeinde Dolenjske Toplice. Erbaut im 17. Jahrhundert und mit später hinzugefügtem Glockenturm, liegt die Barockkirche am Wald oberhalb des Dorfes.

### Archäologischer Pfad Cvinger
Die Ortschaft liegt am nordwestlichen Fuß des Cvinger-Hügels mit seinem Archäologischen Wanderweg zu Ausgrabungsstätten aus der Bronze- und Eisenzeit.

### Camping
Ein Campingplatz befindet sich am linken Ufer der Sušica in unmittelbarer Nähe zur Mündung in die Krka.